# Alberto Ferrandi
Alberto Ferrandi (Rovereto, 27 agosto 1941 – Trento, 12 luglio 2024) è stato un politico italiano.

## Biografia
Candidato alla Camera dei deputati nelle file del PCI nel 1983, non venne eletto ma divenne deputato dal 1986 subentrando a un collega dimissionario; fu riconfermato a Montecitorio anche dopo le elezioni del 1987. In seguito alla svolta della Bolognina, non condividendo la nascita del PDS, nel 1991 fu tra i 9 deputati del PCI che si unirono a quelli di Democrazia Proletaria, dando vita alla componente parlamentare "DP-Comunisti", embrione della futura Rifondazione Comunista.